# Верхній Ландех
Верхній Ландех (рос. Верхний Ландех) — смт в Верхнєландеховському районі Івановської області Російської Федерації.
Населення становить 1618 осіб. Входить до складу муніципального утворення Верхнєландеховське міське поселення.

## Історія
Від 2005 року входить до складу муніципального утворення Верхнєландеховське міське поселення.

## Населення
| 1859  | 1897  | 1905  | 1959  | 1989  | 2002  | 2009  |
| ----- | ----- | ----- | ----- | ----- | ----- | ----- |
| 662   | ↘630  | ↘452  | ↗1452 | ↗2140 | ↘2080 | ↘1898 |
| 2010  | 2012  | 2013  | 2014  | 2015  | 2016  | 2017  |
| ↗2027 | ↘1967 | ↘1912 | ↘1907 | ↘1876 | ↘1807 | ↘1755 |
| 2018  | 2019  | 2020  | 2021  |       |       |       |
| ↘1702 | ↘1683 | ↘1643 | ↘1618 |       |       |       |